# Rodrigo García (dramaturg)
Rodrigo García (Buenos Aires, 1964) és actor, escenògraf, director d'escena i dramtarug fundador del grup "La Carnicería".

## Biografia
Nascut a Buenos Aires, l'any 1964. Els seus pares, immigrant espanyols, eren carnissers. Va estudiar ciències de la informació a la Universitat nacional de Lomas de Zamora, província de Buenos Aires; paral·lelament rebé formació teatral, sobretot teatre de l'absurd. Els anys de formació teatral, previs a l'emigració (1980-1986) García mostra un gran interès per les arts; freqüenta llibreries, cinemes, filmoteques o teatres de Buenos Aires.
L'assistència a dues obres de teatre marquen la seva vocació: Yerma en un muntatge de Víctor García i Wielepole-Wielepole de Tadeusz Kantor. A l'Argentina també treballa com a actor i assistent de direcció en curtmetratges i escriu relats i diàlegs breus. L'any 1985 prepara una versió lliure de Tot esperant Godot, de Samuel Beckett, pel seminari de David Amitín a l'Argentina.
L'any 1986 emigra a l'Estat espanyol amb la intenció de començar una carrera teatral. Els inicis, marcats per les moltes ganes, el poc pressupost i la inexperiència en els cercles teatrals de Madrid suposen un frustració general; la primera obra que intenta dirigir, A prop, de Pavlovsky, es representa només una vegada i cap dels programadors que hi assisteixen decideixen contractar-la. En paraules del mateix García: «a Madrid hi havia un desig pervers d'institucionalitzar l'art, de ser un artista subvencionat (...), entremig d'aquest embrull natural de postfranquisme, hom rescatava tres o quatre companyies que es preocupaven pel fet artístic.»
Per tal de poder subsistir comença a treballar de publicista, feina que exercirà durant divuit nys, compaginant-la amb la seva carrera artística. És en aquesta primera època que coneix a la companyia Espacio Cero, companyia de teatre madrilenya fundada l'any 1978. García s'interessa epr aquesta companyia pel fet de representar obres d'extrema contemporaneïtat per aquell moment; així, per exemple, foren els primers a representar una obra de Heiner Müller (maquinahamlet) a l'Estat. Poc després coneixerà a Carlos Marquerie, que s'encarregà de crear un espai per a la creació interdisciplinar al teatre Pradillo. En aquest espai s'hi entrecreuen música, teatre, dansa i hi ha la proposta ferma de crear xarxa entre teatres independents d'Europa. Així mateix, acollirà les primeres obres de la companyia de Rodrigo García, "La Carnicería": Acera derecha (1989), Martillo (1990), Matando horas (1991), Prometeo (1992), La dorada (1992), 30 copas de vino (1993), Los tres cerditos (1993), Carnicero español (1993), Vencedor y vencido (1994) i Notas de cocina (1994) 
L'any 1996 és la sala Cuarta Pared la que acollirà les propostes teatrals de Rodrigo García i "La Carnicería". En aquests anys, sobretot, i en els posteriors, dialoga amb les diverses formes del paisatge artístic contemporani; des de la instal·lació, passant, per la performance el videoart, etc. Si fins a principis dels anys noranta les seves influències eren sobretot teatrals (Samuel Beckett, Heiner Müller, Thomas Bernhardt, Peter Handke) i literàries (Borges, Cortázar); a partir de llavors hi penetren amb força artistes contemporanis com Paul McCarthy, Bruce Nauman, Cindy Shermann o Jenny Holzer. D'aquesta manera García apel·la a la llibertat o al caràcter de desplegament que tenia l'art en aquell moment i assumeix la importància que tingueren pel seu teatre les visites de la biennal d'art contemporani de Venècia o a la documenta de Kassel. Fets com aquest el dugueren a ser un dels autors del manifest Los cretinos de Velázquez hablan sin saber (1997) en el qual es criticava el retard del teatre respecte a les altres arts.
Després de l'èxit de Conocer gente, comer mierda (1999) i Haberos quedado en casa, capullos (2000) en el circuit de sales alternatives, García estrena Aftersun (2001): la implicació física i emocional dels actors de la companyia, Juan Loriente i Patricia Lamas, és tan forta que hom pot parlar d'una coautoria i de l'inici d'una nova fase de treball del dramaturg, autor, ara, d'una dramatúrgia corporal, que aconsegueix un ampli reconeixement internacional. Paral·lalament, no serà fins al 2001 que "La Carnicería" serà contractada per un teatre de la xarxa espanyola de teatres públics, en concret el Mercat de les Flors.
Els seus següents espectacles, compré una pala en Ikea para cavar mi tumba, La historia de Ronald Macdonalds i Jardineria humana, es presenten als principals teatres i festivals europeus, convertint a Rodrigo García en un dels artistes de més renom en l'escena internacional de principis del segle xxi. L'any 2009, la UNESCO li atorgà el Premi Europa per al teatre.

## Dramatúrgia
En el teatre de Rodrigo Gacía sempre ens trobem en un text i una posada en escena fragmentàries, els personatges són sempre sers marginals, els temps indefinits i entremesclats. El seu to oscil·la entre l'humor més àcid, la crueltat agressiva i la tendresa cap a uns personatges desvalguts. El llenguatge és barroc i sempre s'entremescla amb allò escatològic, abjecte i la seva relació amb la quotidianitat per denunciar i reflectir conductes del món occidental contemporani: des de l'educació i les seves conseqüències, passant pel consumisme, la violència o l'esforç de l'ésser humà que es resisteix tant a convertir-se un producte com en un animal.
Des dels inicis de la seva carrera dramatúrgica García mostra la seva adversió a l'espectacle construït d'acord amb els codis convencionals, de la mateixa manera que es mostrava convençut que el format espectacular era inadequat per vehicular una proposta artística. La recerca d'un art autèntic, d'acord amb l'expressió, conduiran a García a l'experimentació de diverses maneres de trencar el format teatral i de desprendre's de les falles de la construcció dramàtica. En les seves primeres temptatives recorrerà a la descomposició textual i a una dramatúrgia hereva de Beckett, que s'anirà aproximant a la de Müller, passant per altres influències més literàries, sobretot de Jorge Luis Borges i Cortázar.
Rodrigo García va evolucionant cap a allò físic i corporal. Ja a Prometeo (1992) el dolor i la tortura apareixien com a imatges o referències: quadres dedicats a Sant Sebastià, sacs de boxa... a Dinero (1996) allò violent s'associava a la sexualitat en una sèrie de posicions eròtiques i accions agressives per part dels actors. Així, si parlem d'allò corporal, es manifesta a través de la utilització del menjar i de la beguda als espectacles; Notas de Cocina (1995) marca una inflexió en la trajectòria de "La Carnicería" pel fet d'incloure el recurs de productes comestibles que són menjats pels actors. Dit punt d'inflexió conduirà a un reforç de la recerca d'allò orgànic a escena i, sobretot, de la inclusió de l'actor com a coautor de l'obra pel fet de concebre el gest com a llenguatge bàsic.
Aquestes primeres propostes eren pròximes als espectacles acumulatius de creadors com Elisabeth LeCompte, que recorria a l'elaboració de xarxes textuals en les quals s'hi adherien materials de procedència diversa, inclòs seqüències que tenien com a objectiu afectar sensorialment a l'espectador i des-estructurar els seus mecanismes perceptius. Però García, conseqüent amb el seu projecte anti-espectacular, s'allunya conscientment d'aquest equilibri i en els anys següents intenta carregar el pes sobre allò brutal i abjecte, en un intent d'aproximar-se a allò real per mitjà de la destrucció, la imaginació desenfrenada, el menyspreu i la poesia d'allò quotidià. Ara bé, dit acostament a allò real i els seus recursos han de descansar, segons García, en la fisicitat. La fisicitat de l'acció —sigui violència, sigui menjar, etc.— és la que possibilita l'eficàcia comunicativa, que s'ha de produir, en bona part, de forma directa i no analítica ni intel·lectual.
Entre Protegedme de lo que deseo (1997) i Haberos quedado en casa, capullos (1999), García explora encara més aquest territori tenebrós, que resulta de la superposició de fantasies produïdes per la deformació exagerada de la realitat i l'acumulació de fragments extrets de mons reals però habitualment ocults o suavitzats per la convenció o les imatges. A Conocer Gente, Comer Mierda (1999), per exemple, els actors deien el text amb la boca plena de patates fregides, el resultat era la contaminació orgànica del text. D'aquesta manera hom percep com els texts de Rodrigo García es deixen anar penetrant pel menjar, la carn (i allò abjecte), la matèria, la realitat o el desig.
El territori tenebrós es desplega amb l'aprofundiment en l'abjecció, que García utilitza, tal com ho fan David Lynch o Cindy Sherman, per endinsar-se en «l'univers del mal». El descontrol, el caos, el desordre, la sexualitat, etc. provoquen por a l'espectador, l'enfonsen a aquest sinistre; ara bé, aquest espai no és res més que una dimensió de l'experiència censurada o reprimida per la realitat convencional. D'aquesta manera García apel·la a tot allò que està present, però no visible, en nosaltres; les seves obres funcionen com un mirall davant de l'espectador que retorna la part oculta. Tal com feia Heiner Müller, explora l'inconscient i n'extreu tot el cantó fosc.
Així mateix, i apel·lant a la seva formació de publicista, García defineix els formats de les seves posades en escena com a «molt directes» i concisos. En aquest sentit Bruno Tackels parla d'una prosa literal (just allà on s'amaga la poesia), d'una voluntat de no transfigurar res, d'arribar al fons de la qüestió sense censurar-se. Si bé aquesta manera de treballar es nota a compré una pala a ikea para cavar mi tumba (2002) o en la direcció de La historia de Ronald McDonald (2002). Les últimes obres que ha dut a escena de mica en mica fan èmfasi al poètic en un sentit més hermètic, amb més revolts.

## Obres
- Daisy - 2013
- Gólgota picnic - 2011
- Esto es así y a mí no me jodáis - 2010
- Interzis Accesul Animalelor - 2010
- Muerte y reencarnación en un cowboy - 2009
- Una cosa quería deciros, antes de que se me olvide - 2009
- Versus (Dirección) - 2008
- Cruda, vuelta y vuelta, al punto, chamuscada - 2007
- En algún momento de la vida deberías plantearte seriamente dejar de hacer el ridículo - 2007
- Aproximación a la idea de desconfianza - 2006
- Arrojad mis cenizas en Eurodisney - 2006
- Accidens. Matar para comer - 2005
- Borges + Goya - 2005
- Agamenón. Volví del supermercado y le di una paliza a mi hijo (Direcció) - 2003
- Jardineria humana (Dramatúrgia, Direcció) - 2003
- Compré una pala en Ikea para cavar mi tumba (Dramatúrgia, Direcció) - 2002
- Creo que no me habeis entendido bien (Dramatúrgia, Direcció) - 2002
- La historia de Ronald, el payaso de McDonald´s (Direcció) - 2002]
- Aftersun (Dramatúrgia, Direcció) - 2001
- Somebody to love - 2001
- Haberos quedado en casa, capullos (Dramatúrgia, Direcció) - 2000
- Conocer gente, comer mierda (Dramatúrgia, Direcció) - 1999
- Protegedme de lo que deseo (Dramatúrgia, Direcció) - 1998
- El carnicero español (Dramatúrgia) - 1997
- El dinero - 1996
- Nova (Direcció) - 1995
- Notas de cocina (Dramatúrgia, Direcció) - 1995
- Prometeo (Dramatúrgia, Direcció) - 1992
- Matando Horas (Dramatúrgia, Direcció) - 1991
- Martillo - 1989
- Acera Derecha (Dramatúrgia, Direcció) - 1989